# NGC 2581
NGC 2581 est une galaxie spirale barrée barrée située dans la constellation du Cancer. NGC 2581 a été découverte par l'astronome français Édouard Stephan en 1885.

## Caractéristiques
Sa vitesse par rapport au fond diffus cosmologique est de 6 150 ± 17 km/s, ce qui correspond à une distance de Hubble de 90,7 ± 6,4 Mpc (∼296 millions d'al).
NGC 2581 présente une large raie HI.